# Bourg-en-Bresse
Bourg-en-Bresse er en mindre fransk provinsby. Den er hovedsæde i departementet Ain.
Siden de første indbyggere kom til området i Gallo-Romansk tid, har området ført en omskiftelig tilværelse som grænseby mellem Frankrig og det savoyardiske rige, dette har bl.a. betydet, at byen skiftevis har været fransk og savoyardisk. Men siden byen endeligt blev fransk i 1601, har byen udviklet sig til et moderne handelscentrum.

## Geografi

### Administrativ opdeling
Bourg-en-Bresse er opdelt i 7 såkaldte storkvarterer.
- 01 – Centre
- 02 – Citadelle – Mail – Peloux
- 03 – Gare – Brou
- 04 – Vennes
- 05 – Sardieres – Baudiers
- 06 – Ville Nord – Reyssouze
- 07 – Granges Bardes – Alagnier

### Demografi
Demografisk udvikling.
| 1793   | 1800   | 1806   | 1821   | 1831   | 1836   | 1841   | 1846   | 1851   | 1856   | 1861   | 1866   |
| ------ | ------ | ------ | ------ | ------ | ------ | ------ | ------ | ------ | ------ | ------ | ------ |
| 6.533  | 6.984  | 7.417  | 8.132  | 8.996  | 9.528  | 10.219 | 10.308 | 12.068 | 11.676 | 14.052 | 13.733 |
| 1872   | 1876   | 1881   | 1886   | 1891   | 1896   | 1901   | 1906   | 1911   | 1921   | 1926   | 1931   |
| 14.280 | 15.692 | 18.233 | 18.113 | 18.968 | 18.501 | 18.887 | 20.045 | 20.545 | 20.191 | 20.364 | 23.117 |
| 1936   | 1946   | 1954   | 1962   | 1968   | 1975   | 1982   | 1990   | 1999   | 2006   |        |        |
| 24.746 | 25.944 | 26.699 | 32.596 | 37.887 | 42.181 | 41.098 | 40.972 | 40.666 | 41.000 |        |        |

## Historie

### Gallo-romansk tid
De første spor af menneskelig tilstedeværelse i Bourg-en-Bresse stammer fra den galliske tid . Forskellige spor tyder på, at man har bosat sig i landsbyen Brou, hvor det har været muligt, at krydse floden Reyssouze til landsbyen af samme navn.
De de to bosættelser er opstået omkring en fanum, som er en form for romersk tempel og et lille fort, som senere blev omdannet til en borg.

### 12. århundrede
I det 12. århundrede grundlagdes den første vej fra borgen og ud i byen "Bourg-mayer", som stadig eksisterer under navnet Rue Bourgmayer Efterhånden udvidede byen sig ned på skråningerne omkring byen og efterhånden fik byen udbytte af, at den lå på en vigtig handelsrute til Italien.

### Savoyarderne
I 1272 bliver Bresse underlagt Huset Savoie. Herefter bliver den første bymur konstrueret. Da byen er en grænseby, bliver byen kraftigt befæstet i den anden halvdel af det 14. århundrede og i begyndelsen af det 15. De nye omegnskvarterer bliver integreret i byen. Da byen ligger på den vigtige vej mellem Mâcon-Turin, blomstrer handlen og håndværkserhvervene specielt indenfor læderforarbejdning og klæde. Borgerne bygger bindingsværkshuse og gaderne rue Basch og rue du Palais bliver lavet. I slutningen af middelalderen har Bourg-en-Bresse 3.700 indbyggere.

### Fransk besættelse
I begundelsen af det 16. århundrede opføres klosteret i Brou, som i 1862 blev klassificeret som et Monument historique, på foranledning af Margrethe af Østrig, som var gift med greven af Savoie Philibert II.
Mellem 1536 og 1559, er byen atter på franske hænder hvor Frans 1. moderniserer byens befæstning til beskyttelse af de nu 6.000 indbyggere.
På grund af faren for yderligere problemer med Frankrig lader grev Philibert Emmanuel de Savoie et citadel, som bliver kaldt Fort Saint-Maurice, opføre. Citsadellet bliver en af de stærkeste befæstninger i tiden. Ved Lyon-traktaten i 1601 overgår
Bourg-en-Bresse endeligt til Frankrig. I 1611 bliver citadellet revet ned.

### Byens modernisering
Under Ludvig 15. af Frankrig starter en radikal forandring af byen. Sumpene omkring byen bliver udtørret, gaderne bliver brolagt og nye bygninger bliver opført af borgerskabet og adelen, bl.a. rådhuset. Befolkningstallet når i perioden op på 7.000. Under revolutionen bliver byen ophøjet til chef-lieu i departementet.

### En by i udvikling
I 1857 oplever byen en anden revolution, idet jernbaneen kommer til byen. Man udvider byen med to nye kvarter Bel Air og Quartier de la Gare, hvilket betyder en fordobling af byens areal og indbyggertallet stiger til 10.000.
Indflytningen fra land til by, betyder i begyndelsen af det 20. århundrede, at befolknigstallet, og dermed
befolkningstætheden, stiger, men også antallet af fabrikker stiger og byen opnår sine første industrielle succeser.
I mellemkrigsårene åbner der fabrikker flere steder i byen og kvartererne la Reyssouze og Croix-Blanche
ser dagens lys i 1930'erne. Ved indgangen til det 21. århundrede er Bourg-en-Bresse et centrum for handel og service.

## Økonomi

### Erhvervsliv
I kommunen var der pr. 31. december 2008 3.627 erhvervsvirksomheder, hvilket udgjorde knapt 9 % af departementets samlede antal.
| Type                                                    | Procentdel |
| ------------------------------------------------------- | ---------- |
| Landbrug                                                | 0,7        |
| Industri                                                | 5,3        |
| Bygningsfirmaer                                         | 5,8        |
| Handel, transport og diverse service erhverv            | 70,0       |
| Offentlig administration, uddannelse, social og sundhed | 18,3       |